# Kuala Penaso
Kuala Penaso is een bestuurslaag in het regentschap Bengkalis van de provincie Riau, Indonesië. Kuala Penaso telt 900 inwoners (volkstelling 2010).